# Patrick Rizzo
Patrick Rizzo (San Candido, 18 giugno 1988) è un hockeista su ghiaccio italiano, milita come attaccante nell'HC Dobbiaco, squadra della Italian Hockey League.

## Palmarès

### Club
- Supercoppa italiana: 1

Val Pusteria: 2014

### Giovanili
- Campionato italiano Under-19: 1

Val Pusteria: 2004-2005